# Viêm da ở mèo
Viêm da ở mèo là một vấn đề nhìn thấy ở mèo chủ yếu liên quan đến sự hình thành của bã nhờn kèm theo vết viêm trên cằm của mèo và các khu vực xung quanh có thể hình thành vết thương, rụng lông và các vết loét. Trong nhiều trường hợp, các triệu chứng nhẹ và không cần điều trị. Những trường hợp nhẹ sẽ trông giống như con mèo có bụi bẩn trên cằm, nhưng bụi bẩn sẽ không bị bong ra. Tuy nhiên, các trường hợp nặng hơn có thể cần điều trị cách chậm chãi và làm giảm đáng kể sức khỏe và ngoại hình của mèo. Viêm da ở mèo có thể ảnh hưởng đến mèo ở mọi lứa tuổi, giới tính hoặc giống, mặc dù mèo Ba Tư cũng có khả năng phát triển viêm da trên mặt và trong nếp gấp da. Vấn đề này có thể xảy ra một lần, tái diễn, hoặc thậm chí dai dẳng suốt đời mèo.
Các điều kiện khác có thể gây ra các tình trạng ngoại hình tương tự bao gồm bọ ve da, nấm ngoài da, nhiễm nấm men, hoặc các bệnh tự miễn dịch như rối loạn u hạt bạch cầu eosin. Những bệnh có thể được loại trừ bởi kĩ thuật sinh thiết cơ bản, áp dụng trên các tế bào bị ảnh hưởng.
Viêm da ở mèo là một trong năm bệnh về da phổ biến nhất mà bác sĩ thú y điều trị.